# Röderaue
Röderaue je obec v německé spolkové zemi Sasko. Nachází se v zemském okrese Míšeň a má přibližně 2 500 obyvatel.

## Historie
Jednotlivé místní části vznikaly postupně ve středověku a v písemných pramenech se poprvé objevují v průběhu 13. a 14. století. Obec s názvem Röderaue vznikla roku 1994 sloučením čtyř do té doby samostatných obcí Frauenhain, Koselitz, Pulsen a Raden. Název odkazuje na polohu obce, tedy louka (die Aue) u řeky Große Röder.

## Přírodní poměry
Obec Röderaue leží asi 25 kilometrů severně od okresního města Míšeň na hranici Saska s Braniborskem. Obcí protéká řeka Große Röder, na kterou navazuje kanál Elsterwerda-Grödel-Floßkanal a několik větších rybníků. Východem území prochází železniční trať Berlín–Drážďany, na které leží zastávka Frauenhain.

## Správní členění
Röderaue se dělí na 4 místní části:
- Frauenhain
- Koselitz
- Pulsen
- Raden

## Pamětihodnosti
- vesnické kostely ve Frauenhainu a Koselitz
- mlýn s pilou v Radenu